# Купишкисские говоры

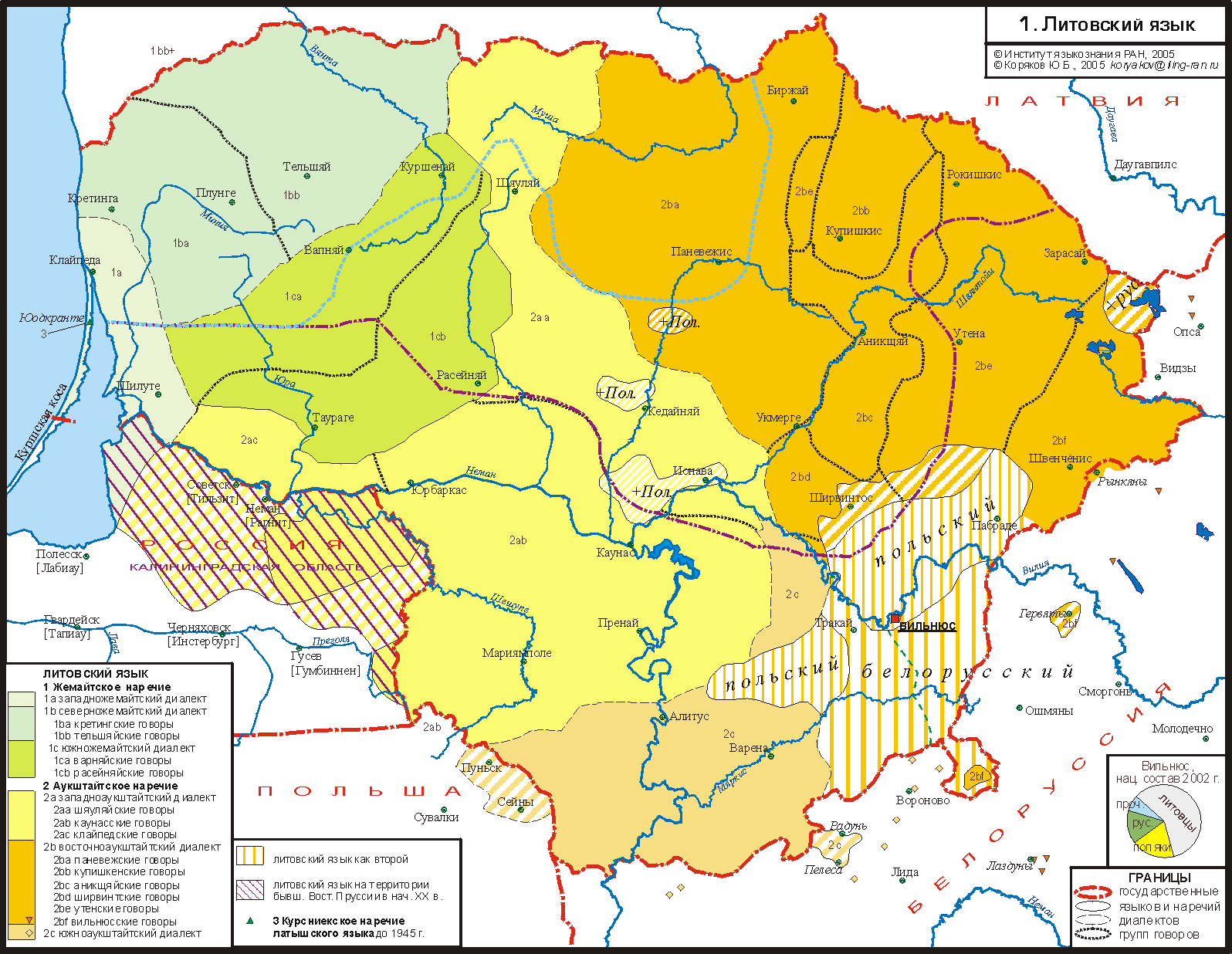
Ареал купишкисских говоров на карте распространения литовского языка (по данным классификации 1964 года)

Ку́пишкисские го́воры (также купишкенские говоры; лит. kupiškėnai, латыш. kupišķu izloksne) — говоры аукштайтского (верхнелитовского) наречия, распространённые в северо-восточной части территории Литовской республики в окрестностях Купишкиса и к северу от него. Входят вместе с паневежскими, ширвинтскими, аникщяйскими, утенскими и вильнюсскими говорами в состав восточноаукштайтского диалекта, одного из трёх аукштайтских диалектов наряду с западноаукштайтским и южноаукштайтским.
Формирование купишкисских говоров, так же, как и аникщяйских, связывают с селонским субстратом (с изофонами ē̃ > ā̃ перед слогом с гласными заднего ряда).

## Область распространения
Область распространения купишкисских говоров размещается в северных районах историко-этнографической области Аукштайтия.
Согласно современному административно-территориальному делению Литвы, ареал купишкисских говоров занимает центральную и восточную часть территории Паневежского уезда (окрестности города Купишкиса и районы к северу от него до латвийско-литовской границы).
Область распространения купишкисских говоров на севере граничит с областью распространения латышского языка, на востоке, юге и западе — с областью распространения других восточноаукштайтских говоров (на северо-востоке и юго-западе граничит с ареалами утенских говоров, на востоке и на юге — с ареалом аникщяйских говоров, на северо-западе — с ареалом паневежских говоров).

## Диалектные особенности
Для купишкисских говоров характерно произношение гласного [a] в конце слова или перед непалатализованным согласным на месте фонемы /ɛ/ литовского литературного языка, и гласной [a·] на месте фонемы /ē/: [ba] (лит. литер. bè [b’ɛ̀]) «без»; [bárnas] (лит. литер. bérnas [b’ɛ́.rnas]) «парень».